# Conflicto del Bajo Aguán
Conflicto del Bajo Aguán es un conflicto en la zona del Bajo Aguán, Honduras entre 300 mil campesinos y tres terratenientes: 
- Corporación Dinant, quien posee 4000 hectáreas en el Bajo Aguan.
- René Morales
- Reynaldo Canales.

## Conflicto del Valle del Aguán
El valle del Aguán, ubicado en la región nororiental de Honduras, ha sido un foco de conflicto agrario desde principios de los años 2000 debido a la disputa de tierras entre campesinos organizados y grandes terratenientes, respaldados en algunos casos por multinacionales y financiamiento extranjero. Este conflicto ha cobrado numerosas vidas y ha generado graves violaciones a los derechos humanos, en especial después del golpe de Estado en Honduras en 2009. El conflicto involucra una pugna de décadas por la posesión de tierras entre campesinos, el estado y poderosos empresarios, que ha resultado en múltiples asesinatos, desalojos y criminalización de líderes campesinos. Los campesinos cultivaban miles de hectáreas mediante arriendo, el conflicto inició en 2008 y se incrementó luego del Golpe de Estado en Honduras de 2009, los campesinos se organizaron en el Movimiento Unificado Campesino del Aguan (MUCA).
Han sido asesinadas 128 personas, de ellos 90 campesinos, 14 guardias privados, 7 empresarios, un militar y un policía.
Una salida al conflicto es la compra de 3000 hectáreas que se darían a los campesinos, pero esto legalizaria estas tierras obtenidas en forma dudosa.

## Contexto Histórico y Desarrollo del Conflicto
La historia del conflicto en el Valle del Aguán está profundamente ligada a la reforma agraria en Honduras y a los ciclos de acaparamiento de tierras en América Central. A principios de los años 2000, varias organizaciones campesinas comenzaron a ocupar tierras en el Aguán como una forma de exigir que el gobierno restituyera los terrenos asignados en las reformas agrarias anteriores. Sin embargo, esta demanda se encontró con una fuerte oposición de grandes terratenientes que buscaban expandir sus propiedades para el cultivo de palma africana, un producto agrícola con alta demanda en el mercado global .
En 2008, el presidente Manuel Zelaya firmó el decreto 18-2008, que otorgaba títulos legales sobre la tierra a organizaciones campesinas como el Movimiento Campesino del Aguan (MCA) y el Movimiento Unificado Campesino del Aguan (MUCA). Sin embargo, tras el golpe de Estado de 2009, que derrocó a Zelaya, este avance en la resolución del conflicto se vio frustrado, y las tierras fueron nuevamente puestas en disputa 

## Violencia y Represión
Desde 2009, el conflicto en el Valle del Aguán ha escalado en términos de violencia. La represión estatal y los desalojos violentos contra los campesinos se han vuelto frecuentes, y tanto las fuerzas de seguridad como grupos de seguridad privada contratados por empresarios han sido acusados de llevar a cabo asesinatos selectivos y desapariciones forzadas de líderes campesinos. En 2011, once personas fueron asesinadas en un enfrentamiento por la posesión de tierras, un episodio que ejemplifica la intensidad del conflicto en la región.
Numerosos informes internacionales y organizaciones de derechos humanos han documentado la represión en el Aguán, incluyendo la participación de bancos internacionales que financian a empresas involucradas en la explotación agrícola en la zona. Estos préstamos a empresas agroindustriales han sido denunciados por organizaciones locales, que alegan que dicho financiamiento contribuye a la criminalización de los campesinos y a la perpetuación de un sistema de violencia.

## Criminalización de los Líderes Campesinos
La criminalización de los líderes campesinos es una técnica común utilizada para frenar la resistencia en el Valle del Aguán. Los líderes que intentan defender sus tierras enfrentan cargos de usurpación, lo cual debilita sus esfuerzos por reivindicar sus derechos de propiedad. Esta criminalización se ha intensificado en los últimos años, llevando a un aumento en las detenciones y a un clima de miedo e intimidación en las comunidades campesinas.
En 2024, un artículo destacó que, a pesar de los esfuerzos por llegar a un acuerdo con el gobierno, las organizaciones campesinas del Aguán siguen luchando contra la corrupción y el desplazamiento forzado.

## Consecuencias y Perspectivas Futuras
El conflicto en el Valle del Aguán sigue siendo una crisis humanitaria que resalta los problemas estructurales de Honduras, como la corrupción, el despojo de tierras y la falta de protección de los derechos humanos. A pesar de los intentos por llegar a acuerdos de paz y la presión internacional, la distribución justa de tierras continúan sin ser atendidas.
En palabras de un activista de derechos humanos: “El conflicto en el Aguán no es solo una lucha por la tierra, sino una lucha por la dignidad y los derechos de las comunidades campesinas hondureñas".